# Benedetta Pilato
Benedetta Pilato (Tarante, 18 januari 2005) is een Italiaanse zwemster.

## Carrière
Bij haar internationale debuut, op de wereldkampioenschappen zwemmen 2019 in Gwangju, veroverde Pilato de zilveren medaille op de 50 meter schoolslag. Pilato was op dat moment slechts 14 jaar oud. Op diezelfde afstand verbeterde ze op 22 mei 2021 het wereldrecord.

## Internationale toernooien
| Jaar | Olympische Spelen | WK langebaan   | WK kortebaan | EK langebaan | EK kortebaan                      |
| ---- | ----------------- | -------------- | ------------ | ------------ | --------------------------------- |
| 2019 |                   | 50m schoolslag |              |              | 50m schoolslag · 4x50m wisselslag |

## Persoonlijke records
Bijgewerkt tot en met 23 augustus 2019
Kortebaan
| Afstand         | Tijd    | Datum            | Plaats    |
| --------------- | ------- | ---------------- | --------- |
| 50m schoolslag  | 29,81   | 14 november 2020 | Boedapest |
| 100m schoolslag | 1.03,55 | 21 november 2020 | Boedapest |

Langebaan
| Afstand         | Tijd    | Datum            | Plaats    |
| --------------- | ------- | ---------------- | --------- |
| 50m schoolslag  | 29,30   | 22 mei 2021      | Boedapest |
| 100m schoolslag | 1.08,21 | 23 augustus 2019 | Boedapest |